# Liste der Bodendenkmale im Landkreis Peine

Landkreis Peine

In der Liste der Bodendenkmale im Landkreis Peine sind die Bodendenkmale im Landkreis Peine aufgeführt. Die Quelle ist der Denkmalatlas Niedersachsen. Die Angaben in den einzelnen Listen ersetzen nicht die rechtsverbindliche Auskunft der zuständigen Denkmalschutzbehörde.
| Bild | Gemeinde    | Bodendenkmalliste                        | Wappen | Lage | Ortsteile |
| ---- | ----------- | ---------------------------------------- | ------ | ---- | --- |
|      | Edemissen   | siehe Ortsteile                          |        |      | - Abbensen - Alvesse - Blumenhagen - Eddesse - Edemissen - Eickenrode - Mödesse, Oedesse, Oelerse - Plockhorst, Rietze, Voigtholz-Ahlemissen - Wipshausen                                            |
|      | Hohenhameln | siehe Ortsteile                          |        |      | - Bierbergen - Bründeln - Clauen, Equord, Harber - Hohenhameln - Mehrum - Ohlum, Rötzum, Soßmar - Stedum-Bekum                                                                                       |
|      | Ilsede      | siehe Ortsteile                          |        |      | - Adenstedt - Bülten - Gadenstedt - Groß Bülten, Groß Ilsede, Groß Lafferde - Klein Ilsede - Münstedt, Oberg, Ölsburg - Solschen                                                                     |
|      | Lengede     | Es sind keine Bodendenkmale ausgewiesen. |        |      | |
|      | Peine       | siehe Ortsteile                          |        |      | - Berkum, Dungelbeck, - Duttenstedt - Eixe - Essinghausen - Handorf - Peine - Rosenthal - Röhrse, Rosenthal - Schwicheldt - Stederdorf - Vöhrum - Wendesse - Woltorf                                 |
|      | Vechelde    | siehe Ortsteile                          |        |      | - Alvesse, Bettmar, Bodenstedt - Denstorf - Fürstenau - Groß Gleidingen, Klein Gleidingen, Köchingen - Liedingen, Sierße, Sonnenberg - Vallstedt, Vechelade, Vechelde - Wahle, Wedtlenstedt, Wierthe |
|      | Wendeburg   | siehe Ortsteile                          |        |      | - Bortfeld, Harvesse - Meerdorf - Neubrück, Rüper, Sophiental - Wendeburg, Wense |

Ortsteile in schwarzer Schrift weisen keine Bodendenkmale aus.